# District Line

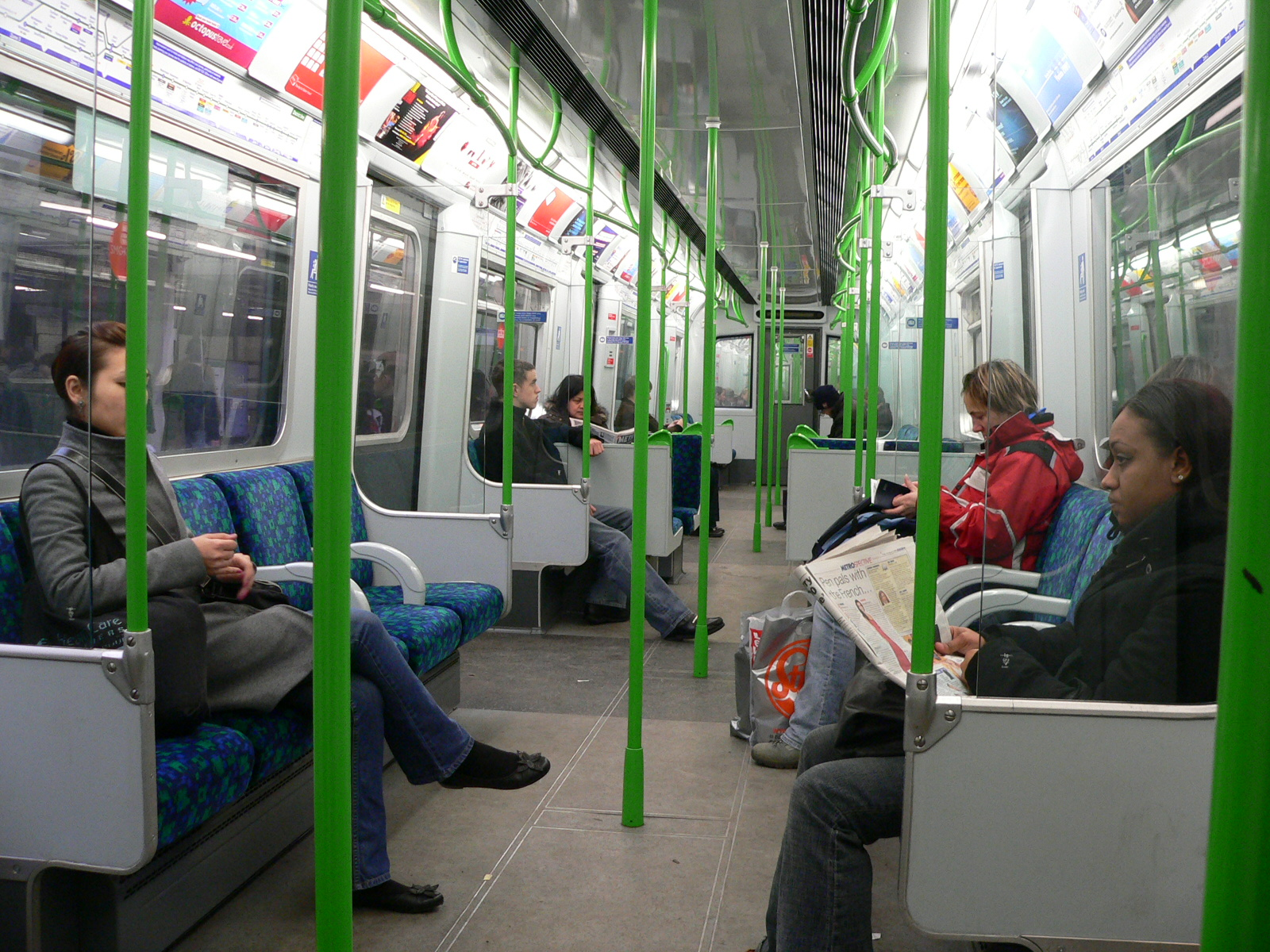
Interiér zrekonstruované soupravy typu D.

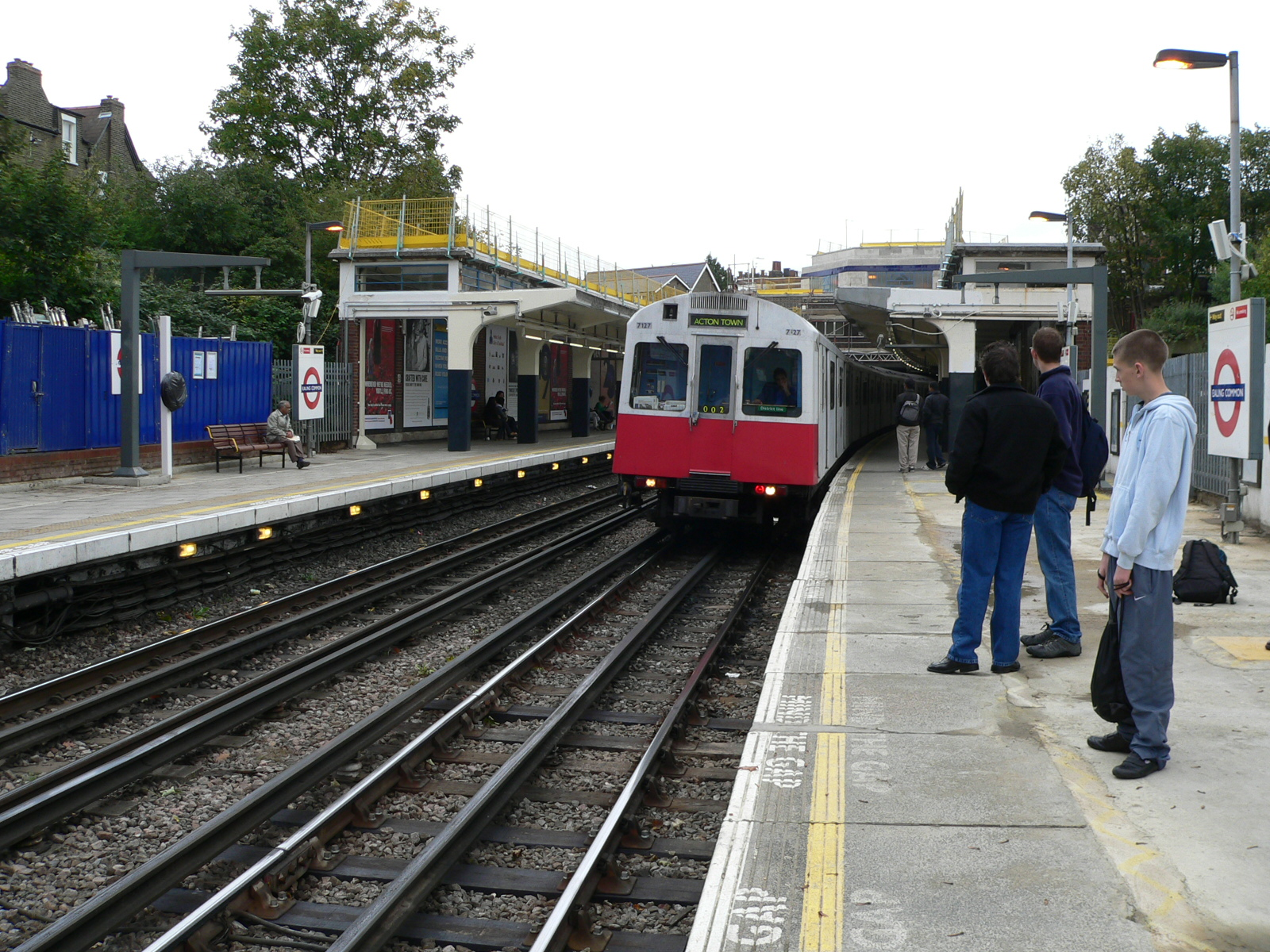
Stanice Ealing Common je jediná, na níž soupravy na District a Piccadilly Line zastavují na stejných nástupištích.

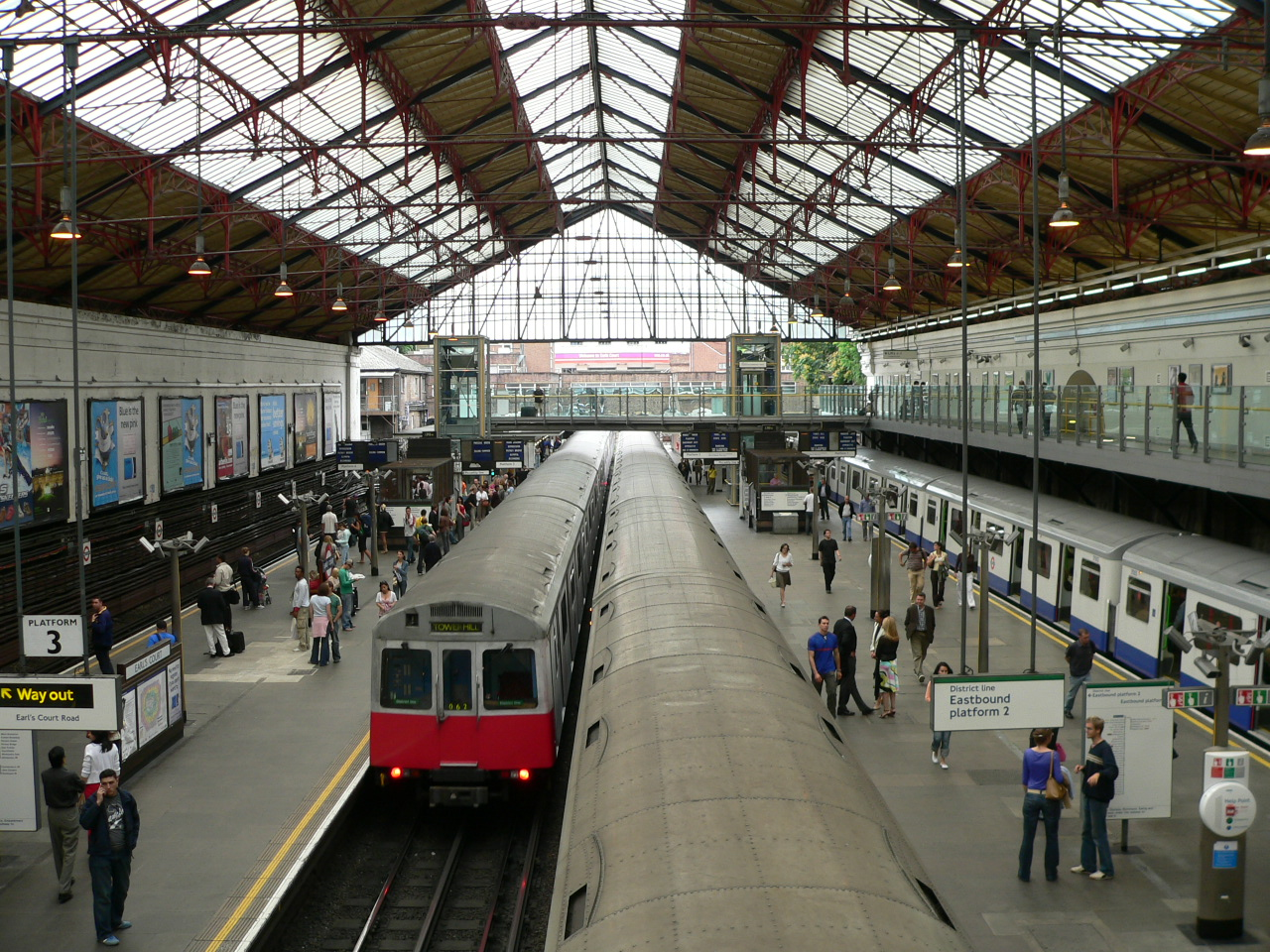
Stanice Earl's Court station je středem District Line.

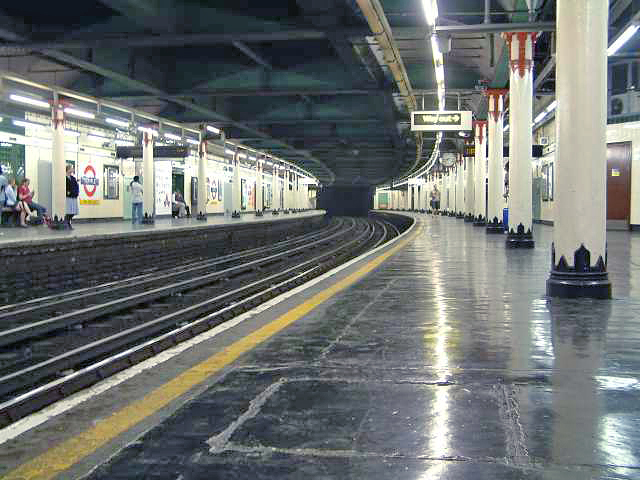
Typická odkrytá a následně znovu zakrytá stanice – Temple.

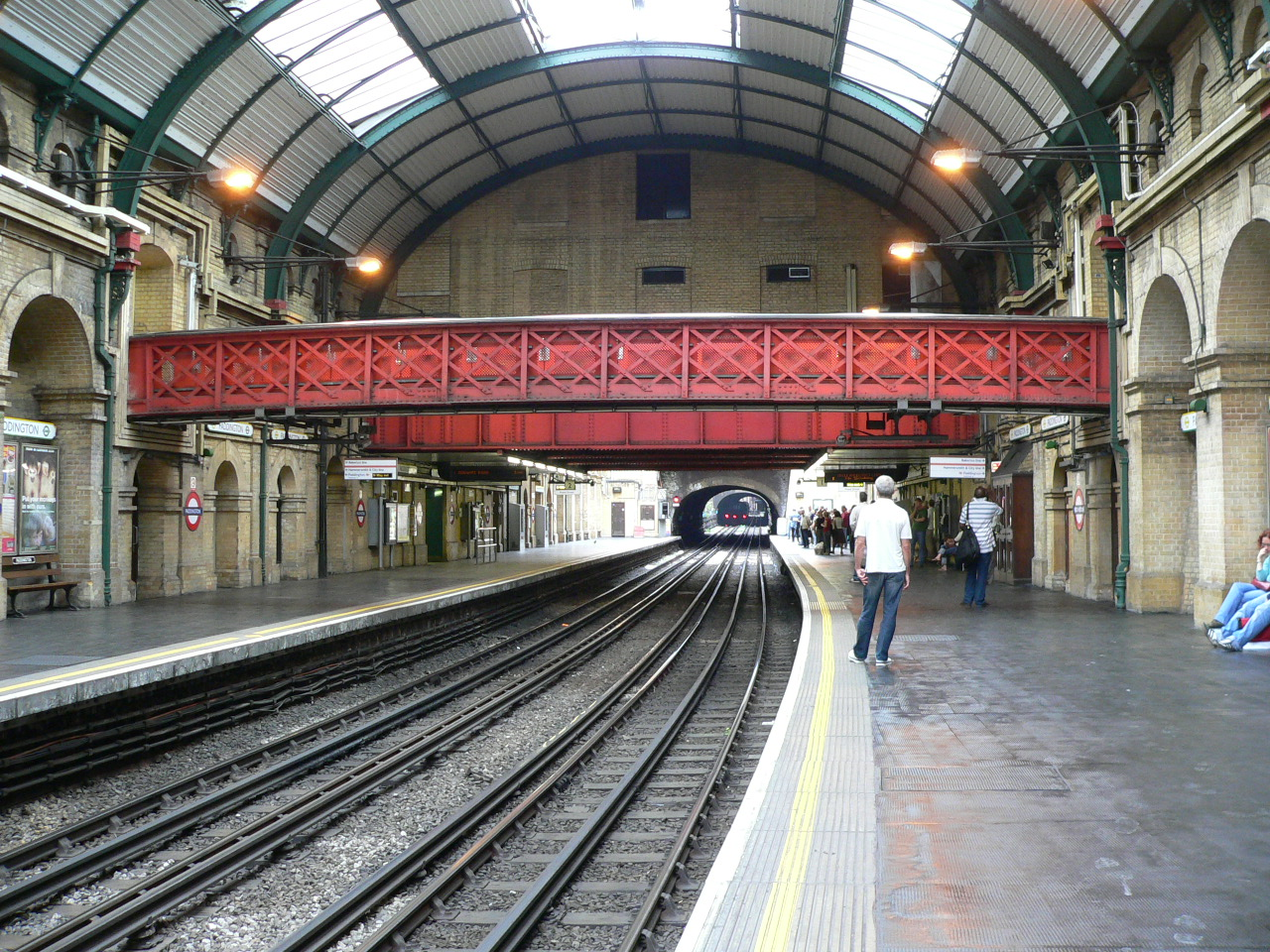
Nástupiště stanice Paddington na větvi Edgware Road na District a Circle Line.

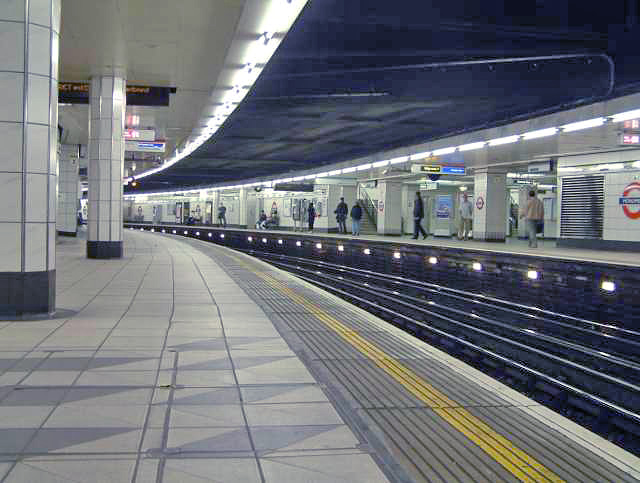
Stanice Monument.

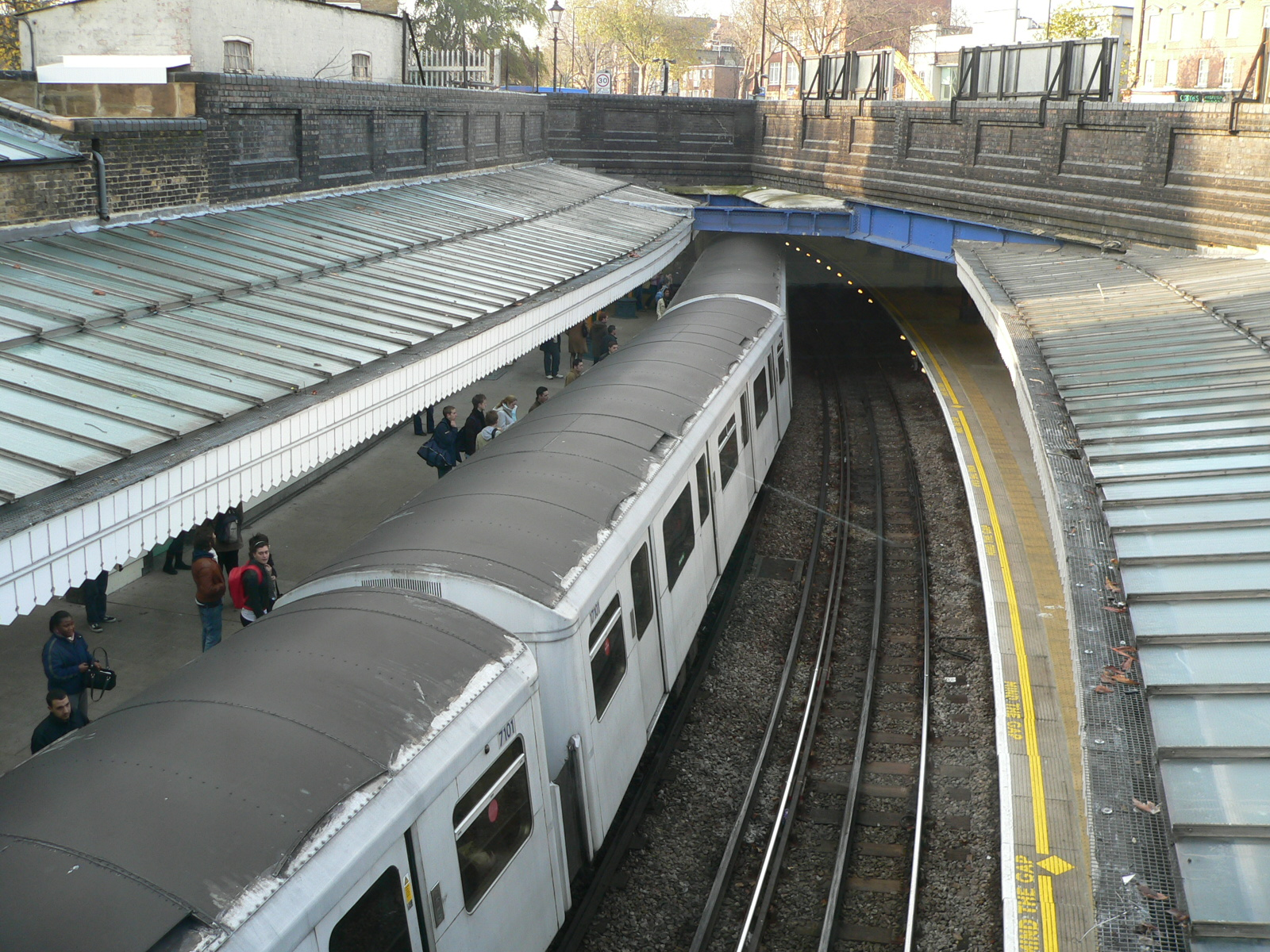
Stanice Bow Road z mostu pro pěší.

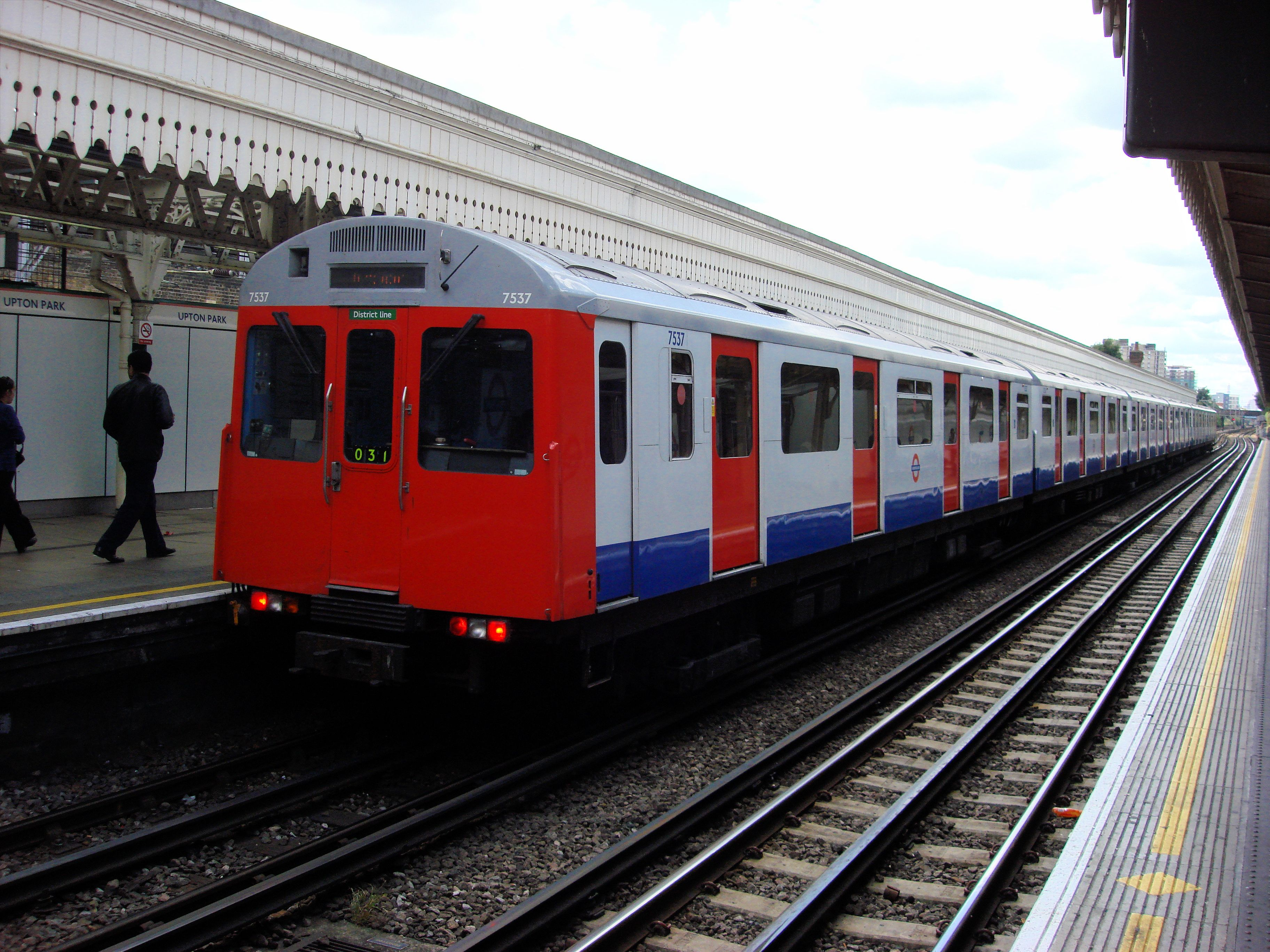
Zrekonstruovaná souprava typu D ve stanici Upton Park

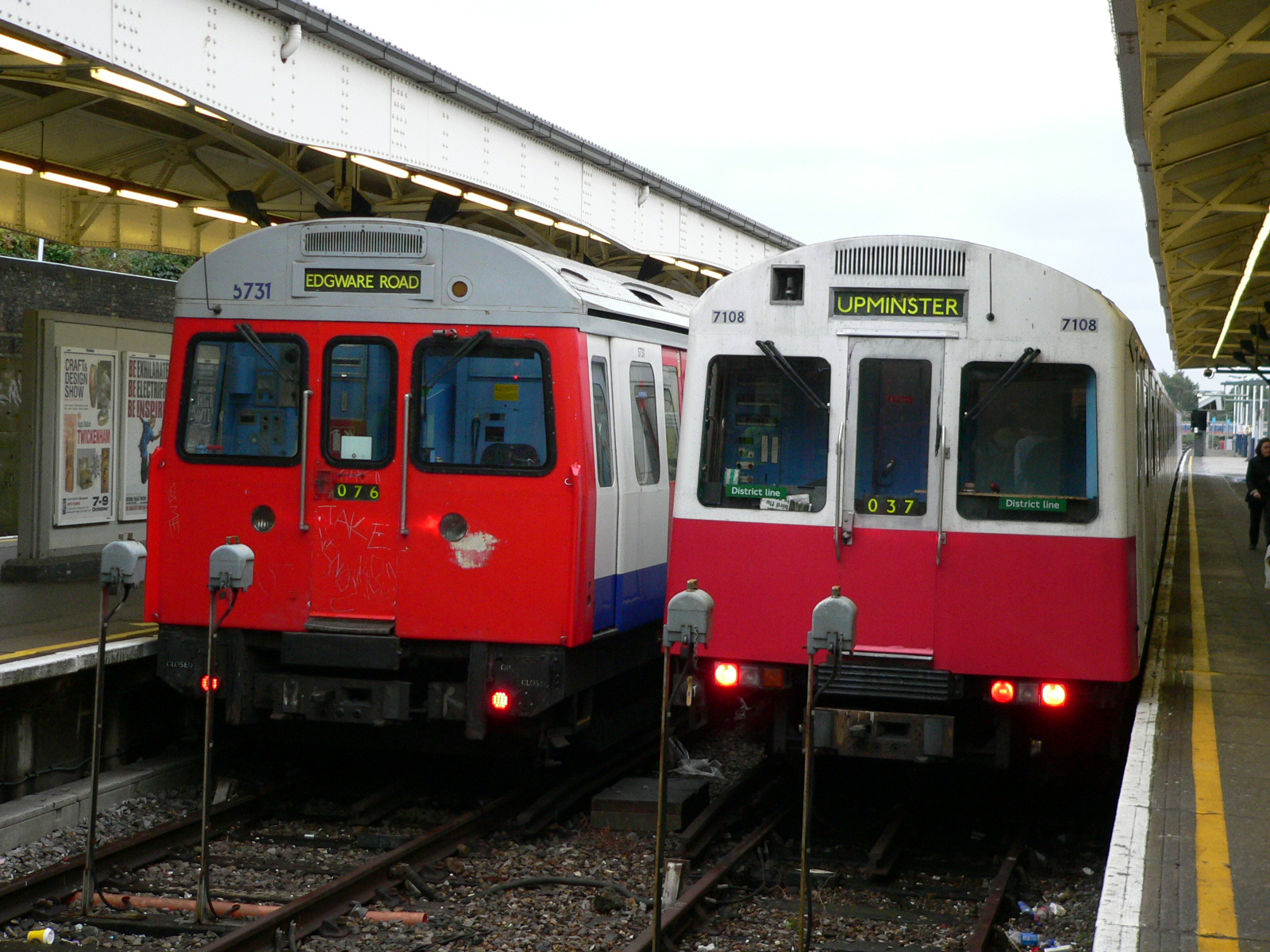
Soupravy typu C a D ve stanici Wimbledon

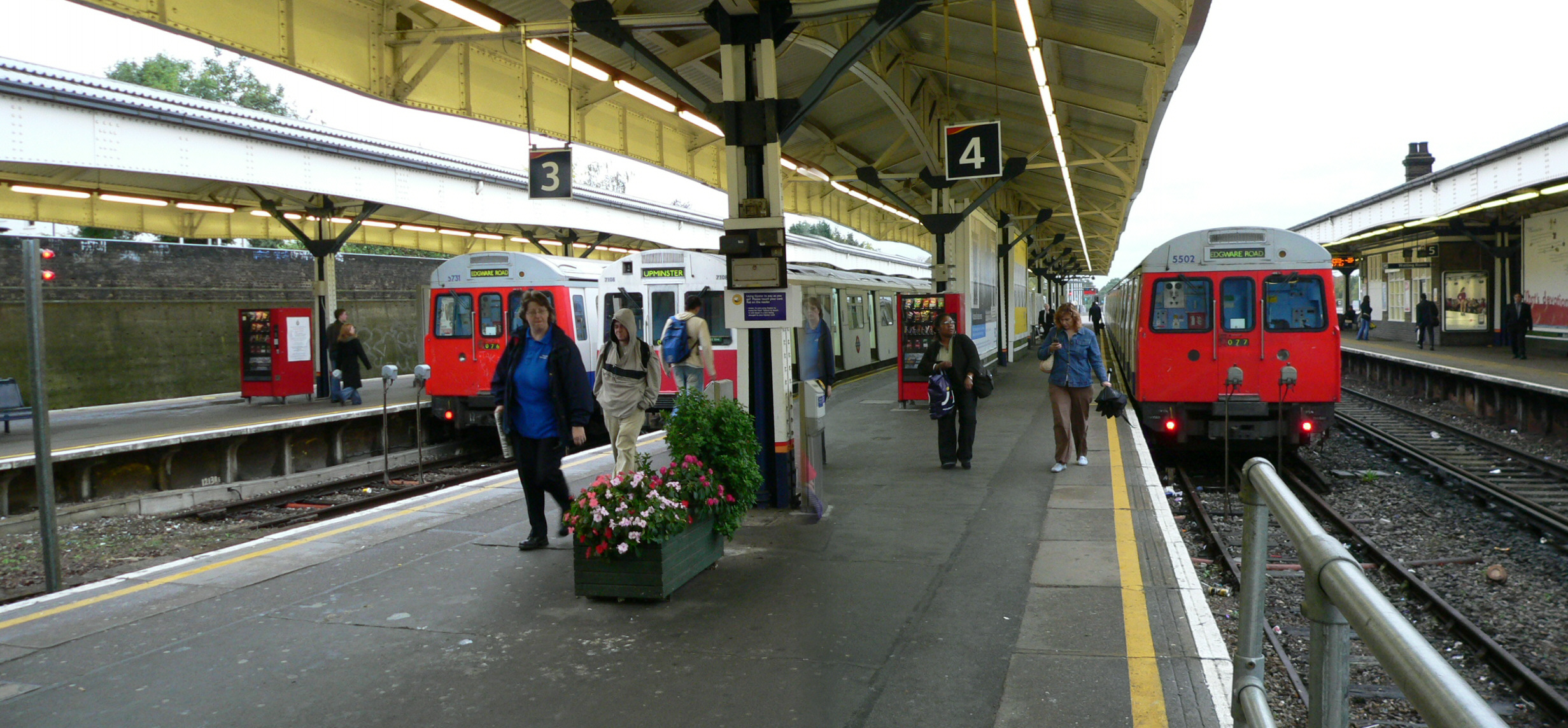
Nástupiště stanice Wimbledon na District Line.

District Line je jedna z linek londýnského metra. Jde o linku podpovrchovou, která prochází centrem města v mělkých odkrytých a následně znovu krytých tunelech. Na mapách je vyznačena zelenou barvou. District Line je nejvytíženější podpovrchovou linkou a zároveň čtvrtou nejvytíženější linkou vůbec. Dá se z ní přestoupit na všechny ostatní linky metra s výjimkou Metropolitan Line, se kterou se míjí cca o 20 m poblíž Aldgate.

## Dějiny
District Line má dlouhou historii. Postavili ji jako součást Metropolitan District Railway a byla otevřena po částech v letech 1868 až 1905. První úsek tratě  mezi stanicemi South Kensington a Westminster byl zprovozněn 24. prosince 1868.
V roce 1869 byl zahájen provoz na úseku mezi Gloucester Road a West Brompton. Následující rok společnost postavila svou vlastní trať, paralelní s tratí Metropolitan Railways, mezi stanicemi Gloucester Road a South Kensington. Později se začalo s budováním spojení ze stanice Earl's Court do stanic Kensington (Olympia) a High Street Kensington. V roce 1874 trať dosáhla Hammersmith, v roce 1877 Richmond a o dva roky později Ealing Broadway.
S rozšiřováním provozu se pokračovalo dále, prodloužení do Putney Bridge otevřeli v roce 1880 a další prodloužení do Wimbledon u následovalo v roce 1889. V roce 1883 začaly vlaky Metropolitan District Ralway jezdit z Ealing Broadway až do Windsor u po trati Great Western Railway. Tento spoj byl zrušen v roce 1885.
Metropolitan District Railway byla prodloužena ze stanice Westminster, přičemž v roce 1884 byl dostavěna poslední úsek dnešní Circle Line. Tento úsek zahrnoval další prodloužení linky přes stanici Aldgate East do Whitechapel. V roce 1902 začala Whitechapel & Bow Railway provozovat spojení do stanice Upminster.
Další větve do Hounslow (otevřená 1884) a Uxbridge (1910) byly převedeny na Piccadilly Line v letech 1964 a 1933. Metropolitan District Railways provozovala mnohé spojení ve spolupráci s jinými dopravci a do roku 1939 jezdila do přímořského města Southend a Shoeburyness.
Metropolitan District Railway byla po Metropolitan Railway druhou společností, která provozovala podzemní železnici v Londýně. Později ji odkoupil americký podnikatel Charles Yerkes, který se zasloužil o formování londýnského metra, až do znárodnění jeho společnosti Underground Electric Railways of London Company Ltd. v 30. letech. Tehdy vstoupila svůj současný název – District Line.

## Vozový park
Větší část trasy obsluhují podpovrchové soupravy typu D. Výjimkou je větev Wimbledon – Edgware Road, kde jezdí soupravy typu C, které sdílí společně se Circle a Hammersmith & City Line. Soupravy typu D jsou aktuální čerstvě po rekonstrukci, během níž obdrželi standardní barvy londýnského metra – červená, bílá a modrá překryly tehdejší nelakovaný hliník, který byl často terčem vandalů. Soupravy mají také zcela zrekonstruovaný interiér a jsou vybaveny novým orientačním systémem.

## Trasa
Poznámka: Za názvem stanice se nachází její případný původní název nebo názvy, datum otevření, případně i datum jejího uzavření. Uzavřené stanice jsou vyznačeny kurzívou.
Směr: od západu na východ

### Větev Richmond
- Richmond (Bezbariérový přístup) (1. červen 1877)
- Kew Gardens (Bezbariérový přístup) (1. červen 1877)
- Gunnersbury (1. červen 1877)

### Větev Ealing
- Ealing Broadway (1. červenec 1879) (přestup na Central Line)
- Ealing Common (1. červenec 1879) (přestup na Piccadilly Line)
- Acton Town (1. červenec 1879) (přestup na Piccadilly Line)
- South Acton (13. červen 1905 – 28. únor 1959) (nacházela se na samostatné větvi)
- Chiswick Park (1. červenec 1879)

Větve Richmond a Ealing se spojují na západním konci stanice Turnham Green.
- Turnham Green (1. červen 1877)
- Stamford Brook (1. červen 1877)
- Ravenscourt Park (1. červen 1877)
- Hammersmith (Bezbariérový přístup) (9. září 1874) (přestup na Picadilly a Hammersmith & City Line)
- Barons Court (9. září 1874) (přestup na Piccadilly Line)
- West Kensington (9. září 1874)

### Větev Wimbledon
- Wimbledon (Bezbariérový přístup) (3. červen 1889)
- Wimbledon Park (3. červen 1889)
- Southfields (3. červen 1889)
- East Putney (3. červen 1889)
- Putney Bridge (1. březen 1880)
- Parsons Green (1. březen 1880)
- Fulham Broadway (Bezbariérový přístup) (1. březen 1880)
- West Brompton (Bezbariérový přístup) (12. duben 1869)

### Větev Kensington (Olympia)
- Kensington (Olympia) (Bezbariérový přístup) (1864)

Větev Kensington (Olympia) se připojuje k hlavní větvi na západním konci Earl's Court a vlaky normálně pokračují směr High Street Kensington. Větev Wimbledon se připojuje k hlavní větvi na západním konci Earl's Court.

### Hlavní větev
- Earl's Court (Bezbariérový přístup) (3. červenec 1871) (přestup na Piccadilly Line a ostatní destinace District Line)
- Gloucester Road (24. prosinec 1868) (přestup na Piccadilly a Circle Line)
- South Kensington (24. prosinec 1868) (přestup na Piccadilly a Circle Line)
- Sloane Square (24. prosinec 1868) (přestup na Circle Line)
- Victoria (24. prosinec 1868) (přestup na Victoria a Circle Line)
- St. James's Park (24. prosinec 1868) (přestup na Circle Line)
- Westminster (Bezbariérový přístup) (24. prosinec 1868) (přestup na Jubilee a Circle Line)
- Embankment (30. květen 1870) (přestup na Circle, Northern (větev Charing Cross) a Bakerloo Line; včetně železniční stanice Charing Cross)
- Temple (30. květen 1870) (přestup na Circle Line)
- Blackfriars (30. květen 1870) (přestup na Circle Line)
- Mansion House (3. červenec 1871) (přestup na Circle Line)
- Cannon Street (6. říjen 1884) (přestup na Circle Line)
- Monument (6. říjen 1884) (přestup na Circle Line av stanici Bank na Northern (větev Bank), Central, Waterloo & City Line a Docklands Light Railway)
- Mark Lane (Tower Hill)(6. říjen 1884 – 4. únor 1967)
- Tower Hill (4. únor 1967) (přestup na Circle av stanici Tower Gateway na Docklands Light Railway; včetně železniční stanice Fenchurch Street)
- Tower of London
- Aldgate East (6. říjen 1884) (přestup na Hammersmith & City Line)
- St. Mary's (St. Mary's (Whitechapel Road) (3. březen 1884 – 30. duben 1938)
- Whitechapel (6. říjen 1884) (přestup na Hammersmith & City a East London Line)
- Stepney Green (1902) (přestup na Hammersmith & City Line)
- Mile End (1902) (přestup na Hammersmith & City a Central Line)
- Bow Road (1902) (přestup na Hammersmith & City av STANCIC Bow Church na Docklands Light Railway).
- Bromley-by-Bow (1902) (přestup na Hammersmith & City Line)
- West Ham (Bezbariérový přístup) (1902) (přestup na Hammersmith & City, Jubilee Line a National Rail)
- Plaistow (1902) (přestup na Hammersmith & City Line)
- Upton Park (1902) (přestup na Hammersmith & City Line)
- East Ham (Bezbariérový přístup) (1902) (přestup na Hammersmith & City Line)
- Barking (Bezbariérový přístup) (1902) (přestup na Hammersmith & City Line)
- úplně (Bezbariérový přístup) (1932)
- Becontree (1932)
- Dagenham Heathway (Bezbariérový přístup) (1932)
- Dagenham East (1902–1905, znovuotevřena 1932)
- Elm Park (Bezbariérový přístup) (1935)
- Hornchurch (1935)
- Upminster Bridge (1934)
- Upminster (Bezbariérový přístup) (1902–1905, znovuotevřena 1932)

### Větev Edgware Road
Větev Edgware Road odbočuje z hlavní větve na východě stanice Earl's Court.
- High Street Kensington (1. říjen 1868) (přestup na Circle Line)
- Notting Hill Gate (1. říjen 1868) (přestup na Circle a Central Line)
- Bayswater (1. říjen 1868) (přestup na Circle Line)
- Paddington (1. říjen 1868) (přestup na Circle a Bakerloo Line)
- Edgware Road (1. říjen 1863) (přestup na Circle a Hammersmith & City Line)

## Aktuální obsluha
Intervaly souprav na District Line mimo špičku:
- 10 min. Ealing Broadway – Tower Hill
- 10 min. Richmond – Upminster
- 10 min. Wimbledon – Upminster
- 10 min. Wimbledon – Edgware Road
- 15 min. Kensington (Olympia) – High Street Kensington

## Integrace
C2C zastavuje na stanicích Upminster, Barking, West Ham a Fenchurch Street, kde je plně integrován do systému Oyster Card.